# Pribina

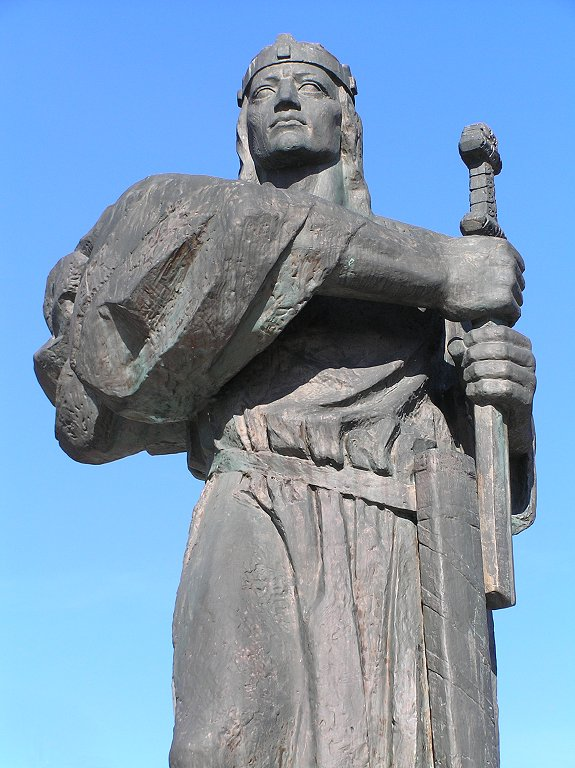

Pribina (Privina, Privvinna) (gestorven in 861) was een Slavische vorst. In de jaren 825 tot 833 was hij de laatste vorst van het Vorstendom Nitrava in het huidige Slowakije en van 840 tot 861 de eerste vorst van Plattensee in het huidige Hongarije. Hij is een door de Slowaken bewonderde held.
Pribina, die het Rijk van de Franken beschermde tegen de Bulgaren, was waarschijnlijk een heiden maar hij stond Adalram, de bisschop van Salzburg, toe om kerken in zijn rijk te bouwen. 
Pribina sneuvelde in 861 aan de zijde van Karloman in een gevecht met Rastislav van Bohemen. Hij werd opgevolgd door zijn zoon Kocel, maar het vorstendom ging op in het Groot-Moravische Rijk.
Vorst Pribina was een nationaal symbool voor de Slowaken en een symbool van Duits-Slowaakse samenwerking. Daarom noemde men in de Duitse vazalstaat Slowakije (1939-1945) een orde, de Orde van Prins Pribina naar deze vorst.
Van 1993 tot 1 januari 2009 stond Pribina op de voorkant van een bankbiljet van 20 Slowaakse kroon.

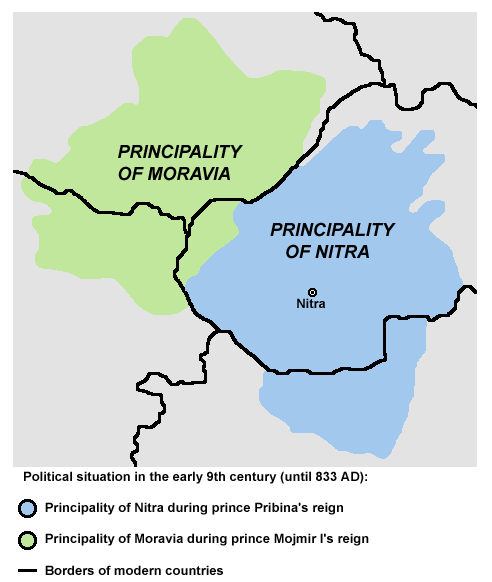
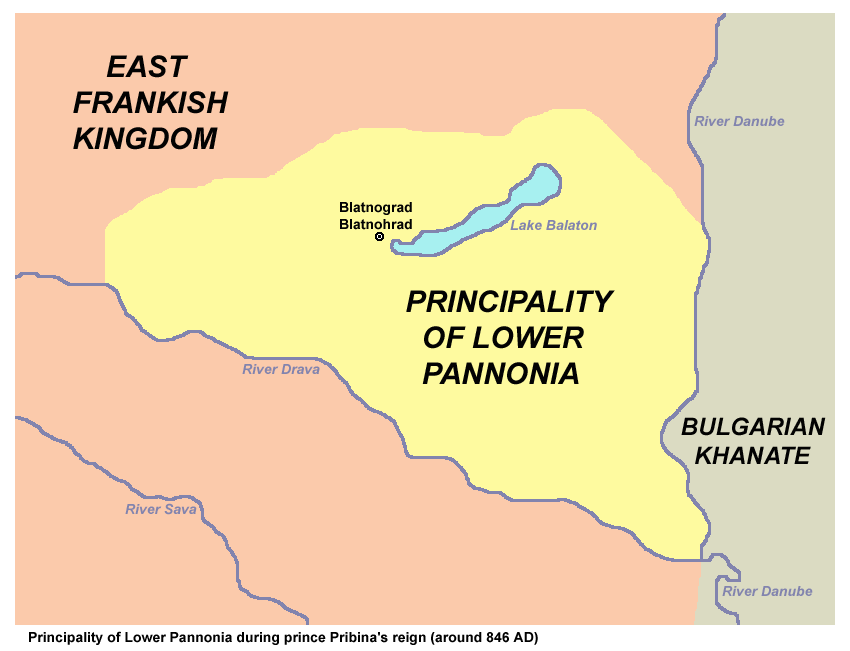